# Kwak Sin-ae
Kwak Sin-ae (Busan, 23 d'octubre de 1968) és una productora de cinema sud-coreana. És CEO de Barunson Entertainment & Arts Corporation, amb seu a Seúl, més coneguda per ser la productora de la pel·lícula Paràsits de 2019. Va guanyar l'Oscar a la millor pel·lícula en els Premis Oscar de 2019 i el premi a la millor pel·lícula en els Premis Asia Pacific Screen, i va ser nominada a Millor Pel·lícula en els 73ns Premis BAFTA.

## Guardons
| Any  | Premi | Categoria         | Obra     | Resultat   | Ref   |
| ---- | ----- | ----------------- | -------- | ---------- | ----- |
| 2020 | Oscar | Millor pel·lícula | Paràsits | Guanyadora | [ 6 ] |